# Mark Zuckerberg
Mark Elliot Zuckerberg (White Plains, 14 de maio de 1984) é um magnata, empresário e filantropo norte-americano. Conhecido por co-fundar o site de mídia social Facebook e sua empresa-mãe Meta Platforms (anteriormente Facebook, Inc.), da qual é presidente, diretor executivo e acionista controlador. Em março de 2011, a revista Forbes colocou Zuckerberg na 36ª posição da lista das pessoas mais ricas do mundo, com uma fortuna estimada em 17,5 bilhões de dólares. Em junho de 2015, sua fortuna já estava avaliada em 38,4 bilhões de dólares, em 2016 seu patrimônio líquido foi estimado em 51,8 bilhões de dólares.
Junto aos seus colegas da Universidade de Harvard, os estudantes Eduardo Saverin, Andrew McCollum, Dustin Moskovitz e Chris Hughes, lançou o Facebook em 2004. O Facebook expandiu-se rapidamente, com um bilhão de usuários até 2012. Zuckerberg foi envolvido em várias disputas legais que foram iniciadas por outros no grupo, que reivindicou uma participação da empresa com base na sua participação durante a fase de desenvolvimento do Facebook.
Em dezembro de 2012, Zuckerberg e sua esposa Priscilla Chan anunciaram que dariam a maior parte de sua riqueza ao longo de suas vidas para "fazer avançar o potencial humano e promover a igualdade" no espírito de The Giving Pledge. Em 01 de dezembro de 2015, eles anunciaram que dariam 99% de suas ações do Facebook (no valor de cerca de 45 bilhões de dólares na época) para a Iniciativa Zuckerberg Chan.
Desde 2010, a revista Time nomeou Zuckerberg entre as 100 pessoas mais ricas e influentes do mundo e também foi nomeado pela revista como a Pessoa do Ano. Em dezembro de 2016, Zuckerberg ficou em 10º lugar na lista da Forbes das pessoas mais poderosas do mundo.
Em 4 de outubro de 2021, Zuckerberg perdeu cerca de US$ 6 bilhões, em meio a denúncias de uma ex-funcionária da companhia Facebook e à queda do sistema das principais redes do grupo, o Instagram, Messenger e WhatsApp. Essa redução de sua fortuna, o fez perder o posto de 4ª pessoa mais rica do mundo, fazendo com que Bill Gates o ultrapassasse. Após perder US$ 29,8 bilhões em fevereiro de 2022, Zuckerberg é a 12° pessoa mais rica do mundo com fortuna de US$ 85,1 bilhões.

## Vida pessoal
Mark Elliot Zuckerberg nasceu em White Plains, Condado de Westchester no estado de Nova York, filho de Kristen, uma psiquiatra, e de Edward, um dentista. Mark foi criado em Dobbs Ferry, Condado de Westchester no estado de Nova York, assim como suas três irmãs, Randi, Donna e Arielle. Zuckerberg tem origem judaica, tendo um bar mitzvah, quando ele completou 13 anos, embora ele já tenha declarado ser ateu, em 2016, ao ser questionado se permanecia descrente, ele respondeu: "Não. Fui criado como judeu e depois passei por um período em que questionei as coisas, mas agora acredito que a religião é muito importante”.
Na escola onde estudava, a Ardsley High School, teve grande destaque em arte e cultura clássicas. Foi transferido para a Phillips Exeter Academy, onde ganhou vários prêmios em ciências da astronomia, matemática e física. Nos estudos clássicos, Mark aprendeu a ler e escrever francês, hebraico, latim e grego antigo e ainda pertenceu a equipe de esgrima. Na faculdade, ele era conhecido por recitar versos de poemas épicos como a Ilíada. Em uma festa promovida por sua fraternidade durante seu segundo ano na Universidade Harvard, Zuckerberg conheceu a estudante de medicina Priscilla Chan, sua atual esposa. Em setembro de 2010, Zuckerberg convidou Chan, até então namorada, para morar em sua casa alugada em Palo Alto, Condado de Santa Clara no estado da Califórnia. Zuckerberg começou então a estudar mandarim chinês. O casal visitou a China em dezembro de 2010. Zuckerberg e Chan se casaram em 19 de maio de 2012, um dia após a entrada do Facebook na bolsa de valores Nasdaq.
Em sua página no Facebook, Zuckerberg listou os seus interesses pessoais como "a abertura, fazendo coisas que ajudam as pessoas a se conectar e compartilhar o que é importante para elas, as revoluções, o fluxo de informações, o minimalismo". Zuckerberg vê azul melhor por causa do daltonismo vermelho-verde, azul também é a cor dominante do Facebook.
Em 2011, uma brecha de segurança do Facebook permitiu que vazassem na Internet fotos que ele configurou como sendo privadas. As imagens mostram Zuckerberg cozinhando, recebendo amigos e brincando com o cachorro.
Em 24 de março de 2023, Zuckerberg anunciou o nascimento de sua terceira filha, Aurelia Chan Zuckerberg, através de suas plataformas de mídia social.
Zuckerberg é praticante de Jiu-Jitsu brasileiro e atualmente é faixa azul, sendo concedida por Dave Camarillo. Além disso Zuckerberg também é competidor na arte marcial, chegando a participar e vencer campeonatos de jiu-jitsu. Além de ser praticante de Jiu-Jitsu, Zuckerberg também demostrou interesse em uma luta de MMA após ser desafiado pelo magnata, Elon Musk, porém ambos ainda estão em negociações sobre a possibilidade de como será realizada a luta, além dos demais tramites, como escolha a de local, data, organização, entre outros.

## Desenvolvedor de software
Zuckerberg começou a usar computadores e a escrever software ainda adolescente no ensino médio. Seu pai lhe ensinou Atari Programação Básica em 1990 e, posteriormente, contratou o desenvolvedor de software David Newman para lhe dar aulas particulares. Newman não hesitava em chamá-lo de "prodígio", acrescentando que era "duro para ficar à frente dele." Zuckerberg também fez um curso de pós-graduação no assunto no Mercy College perto de sua casa enquanto ele ainda estava no colégio. Ele gostava de criar programas de computador, especialmente as ferramentas de comunicação e jogos. Em um desses programas que criou, surgiu o “ZuckNet”, a qual permitia que todos os computadores entre a casa e o consultório odontológico do seu pai pudessem se comunicar usando o ping para o outro. No que pode ser considerado uma versão simplificada do AOL Instant Messenger, que foi lançado no ano seguinte.
Algumas crianças brincavam com jogos de computador que Mark criou. Zuckerberg recorda esse período. "Eu tinha um monte de amigos que eram artistas. Eles desenhavam coisas, e eu criava os jogos depois.". Mais tarde ele havia se tornado o capitão da sua escola de preparação de esgrima e obteve um diploma clássico. O co-fundador da Napster, Sean Parker, um amigo próximo, observa que Zuckerberg realmente aprendeu clássicos "de odisseias gregas e todas essas coisas", lembrando que ele já citou as linhas em latim da poesia épica Eneida, de Virgílio, durante uma conferência do Facebook.
Durante alguns anos Zuckerberg trabalhou em uma empresa chamada Intelligent Media Group, onde construiu um leitor de música chamado "Synapse Media Player" que usa inteligência artificial para aprender hábitos de escuta do usuário e recebeu a classificação de 3/5 da PC Magazine. A Microsoft e AOL tentaram comprar o Synapse e contratar Zuckerberg, porém ele preferiu se matricular em Harvard em setembro de 2002.

### Universidade Harvard

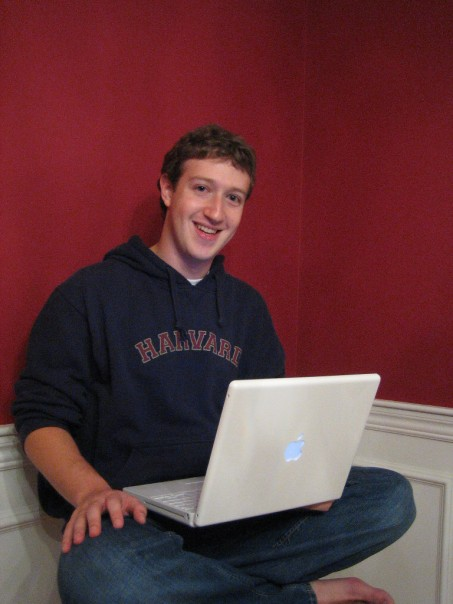
Mark Zuckerberg na Universidade Harvard.

Até ele começar a ter aulas em Harvard, ele já tinha conseguido a reputação de um prodígio de programação. Mark estudou psicologia e Ciência da Computação e era membro da Alpha Epsilon Pi, uma fraternidade judaica. Em seu segundo ano, ele escreveu um programa chamado CourseMatch, que permitia que os usuários jogassem Atari Asteroids 1968 entre si, sem conexões, cabos ou Internet, o que acabava também por ajudá-los a formar grupos de estudo. Pouco tempo depois criou um programa bem diferente, inicialmente chamado Facemash que permitia que os alunos escolhessem entre duas garotas, qual seria a mais bonita("sexy"). De acordo com o colega de Zuckerberg, Arie Hasit, ele construiu o site para se divertir. Hasit explica:
| “ | Tínhamos livros chamados face books, que incluíam os nomes e fotografias de todos que viviam no dormitório estudantil. Inicialmente, ele construiu um site e colocou duas fotos de dois homens e de duas garotas. Os visitantes do site tinham de escolher quem estava "quente" e de acordo com os votos haveria um ranking. | ” |

O site estava indo muito bem, mas de manhã a universidade desativou o site porque sua popularidade tinha sobrecarregado o servidor de Harvard e impedido que os estudantes acessassem a web. Além disso, muitos alunos reclamaram que suas fotos estavam sendo manipuladas no Photoshop. Zuckerberg pediu desculpas publicamente e, após o incidente, o estudante publicou artigos informando que seu site estava "completamente inadequado".
No entanto, os alunos já tinham solicitado para que a universidade desenvolvesse um web site semelhante que incluísse fotos e detalhes de contato para fazerem parte da rede de informática da faculdade. De acordo com Hasit. "Mark ouviu esses argumentos e decidiu que se a universidade não fizesse, ele iria para um local que seria melhor que a universidade para construir o site".

## Filantropia
Zuckerberg doou uma quantia não revelada à Diaspora, um servidor pessoal da web de código-fonte aberto que implementa um serviço de rede social distribuída. Ele chamou de "uma ideia legal".
Zuckerberg fundou o Start-up:. fundação da Educação. Em 22 de setembro de 2010, foi relatado que Zuckerberg havia doado 100 milhões de dólares para a Newark Public Schools, o sistema de escolas públicas de Newark, Condado de Essex no estado de Nova Jersey. Os críticos notaram que o momento da doação como sendo próximo do lançamento do filme A Rede Social, que deu uma imagem um tanto negativa para Zuckerberg, dividindo o público entre os que concordavam com sua atitude e os que o condenavam, chegando a ser considerada a hipótese de ele sofrer algum grau de Síndrome de Asperger. Zuckerberg respondeu às críticas, dizendo: "A única coisa que eu fiz foi ser mais sensível sobre a hora do filme, eu não queria que a imprensa fizesse confusão entre o filme 'A Rede Social' com o projeto de Newark. Eu estava pensando em fazer isso anonimamente apenas para que as duas coisas pudessem ser mantidas separadas". O prefeito de Newark Cory Booker afirmou que ele e o governador de Nova Jersey Chris Christie tiveram que convencer a equipe de Zuckerberg a não fazer a doação anonimamente.
Em 8 de dezembro de 2010, Zuckerberg declarou que havia se tornado um dos signatários do The Giving Pledge, iniciativa criada por Bill Gates e Warren Buffett.
No dia 1 de dezembro de 2015, logo após o nascimento de sua filha Max, Zuckerberg surpreendeu o mundo, ao anunciar que doará ao longo de sua vida, 99% do valor das ações do Facebook (atualmente calculadas em US$ 45 bilhões) para a caridade. O criador do Facebook e sua esposa Priscilla Chan justificaram a decisão, alegando que vão lutar por um mundo melhor, não só para sua filha mas para toda uma geração futura.

## Filmes e aparições

### A Rede Social
Um filme baseado na história de Mark e os fundadores do Facebook, com o título de A Rede Social, foi lançado em 01 de outubro de 2010, e Mark foi interpretado pelo ator Jesse Eisenberg que lhe rendeu uma indicação ao Oscar de melhor ator.
Após ganhar o Globo de Ouro de Melhor Filme em 16 de janeiro de 2011, o produtor Scott Rudin agradeceu Facebook e Zuckerberg "pela sua disponibilidade para nos permitir usar sua vida e obra como uma metáfora através da qual se contar uma história sobre a comunicação e a forma como se relacionam entre si".

### Os Simpsons
Mark Zuckerberg ganhou uma participação especial na série de maior sucesso, Os Simpsons. O episódio foi ao ar no dia 10 de abril de 2010 nos Estados Unidos.